# Kroktjärnen (Torsåkers socken, Ångermanland)
Kroktjärnen är en sjö i Kramfors kommun i Ångermanland och ingår i Ångermanälvens huvudavrinningsområde.